# Sherlock Holmes (film 2009)
Sherlock Holmes è un film del 2009 diretto da Guy Ritchie, interpretato da Robert Downey Jr. nel ruolo dell'investigatore Sherlock Holmes e da Jude Law nella parte del dottor Watson. La sceneggiatura è tratta dal fumetto scritto appositamente da Lionel Wigram e ispirata ai romanzi dell'autore scozzese Sir Arthur Conan Doyle.
Nel 2011 è uscito nelle sale cinematografiche il sequel, Sherlock Holmes - Gioco di ombre. Viene considerato il primo film dell'omonimo franchise di Warner Bros.

## Trama
Londra, 1890. Sherlock Holmes, il grande investigatore, e il suo collega, il dottor John Watson, interrompono un rito di magia nera che avrebbe dovuto concludersi con il sacrificio di una giovane. Il celebrante, Lord Henry Blackwood, che ha già ucciso cinque ragazze nello stesso modo, viene arrestato e condannato a morte per impiccagione.
Tre mesi dopo la cattura, Blackwood chiede di poter incontrare Holmes, al quale preannuncia il proprio ritorno dall'aldilà. L'impiccagione ha luogo e il dottor Watson, presente all'esecuzione, constata il decesso. Intanto, Holmes riceve una visita di Irene Adler, che ha avuto in passato una relazione con il detective. La donna gli chiede di investigare su Blackwood, ma Holmes scopre che Irene lavora per qualcun altro. Il giorno seguente, la tomba di Blackwood viene trovata scoperchiata e il custode del cimitero sostiene di aver visto Blackwood uscirne. La bara è invece occupata dal cadavere di un altro individuo, di nome Luke Reordan, che la Adler stava cercando per conto del suo misterioso committente.
Holmes e Watson indagano nel laboratorio di Reordan, dove scoprono alcuni indizi. Sul luogo giungono però tre uomini per appiccare un incendio ed eliminare ogni prova. La lotta che ne segue ha conseguenze esorbitanti, provocando addirittura l'affondamento di una nave in costruzione e l'arresto di Holmes e Watson. Dopo essere stato scarcerato Holmes viene ingaggiato da Sir Thomas Rotheram, gran maestro di una società segreta e padre di Blackwood, concepito durante un rito di Magia sessuale. Rotheram incarica Holmes di fermare Blackwood ma, quella stessa notte, viene ucciso da Blackwood stesso mentre è nella vasca da bagno. Holmes, chiamato dalla polizia, trova una stanza segreta che gli fornisce indizi importanti, tra cui il libro di magia adoperato dalla setta.
Dopo Rotheram, viene ucciso un altro membro della setta, l'ambasciatore americano, perché non accetta di collaborare ai piani malvagi di Blackwood. Intanto Holmes, esaminando il corpo di uno degli uomini morti nello scontro a casa di Reordan, scopre che doveva lavorare in una località nei pressi del Tamigi. Holmes e Watson si recano quindi nel luogo in questione, un impianto per la macellazione, dove trovano Irene legata a un congegno per lo squartamento dei maiali, e riescono a salvarla in tempo. Inseguendo Blackwood, attivano involontariamente alcune bombe che distruggono l'edificio. Quando la polizia arriva sul posto, Holmes è costretto a fuggire, perché è stato spiccato un mandato di arresto contro di lui.
Alcuni giorni dopo, Holmes, Irene e il dottore si ritrovano e il detective spiega le connessioni tra gli ultimi eventi, e prevede il luogo dell'ultimo crimine che Blackwood dovrà compiere per realizzare i suoi piani, la sede del parlamento a Westminster. La polizia, però, irrompe e arresta Holmes, mentre Irene e Watson scappano. Holmes viene condotto nell'edificio del parlamento dove incontra il Ministro degli Interni, Lord Coward, fervente seguace di Blackwood, che gli rivela incautamente il piano del suo capo. Holmes si getta da una finestra, finendo nel Tamigi, dove viene recuperato da Watson e Irene. I tre si recano nei sotterranei del parlamento, dove è stato assemblato un dispositivo che, se azionato, ucciderebbe tutti i membri del parlamento tramite l'emissione di cianuro in forma gassosa. I tre riescono a disattivare il congegno, sventando così definitivamente i piani di Blackwood. Mentre Holmes e Watson stanno lottando contro gli uomini a guardia del marchingegno, però, Irene preleva un componente della macchina e fugge, inseguita da Holmes e Blackwood. Arrivati sul Tower Bridge, in fase di costruzione, Holmes e Blackwood si affrontano e dopo aver neutralizzato il nemico, Holmes rivela di aver capito i trucchi che ha utilizzato per far credere di essere resuscitato e di aver agito con l'aiuto della magia, quando invece erano invenzioni e trucchi chimici, che il detective aveva riconosciuto nel laboratorio di Reordan. Alla fine, Blackwood precipita dal Tower Bridge e rimane impiccato, questa volta sul serio.
Irene rivela a Holmes che la persona per cui lavora è il Professor James Moriarty, un uomo pari allo stesso detective per capacità. In cambio Holmes la lascia andare. Dopo qualche giorno scopre che, durante la fuga della donna, servita solo come diversivo, Moriarty ha rubato un altro componente della macchina, un'antenna in grado di ricevere impulsi elettromagnetici, e che questo era stato il vero obiettivo del professore sin dall'inizio.

## Produzione
Un nuovo film su Sherlock Holmes fu studiato dal produttore Lionel Wigram per circa un decennio, cercando di rivedere il personaggio in una moderna versione bohémienne. Nel 2006 iniziò a disegnare un fumetto basato su una sceneggiatura amatoriale scritta anni prima.
Rivedendo i tratti che avevano caratterizzato l'investigatore nel corso delle prolifiche saghe cinematografiche precedenti, Wigram reinventò il personaggio per il cinema moderno, così da poter attrarre un vasto pubblico. L'antagonista Lord Blackwood fu creato ispirandosi alla vita e alle attività dell'occultista Aleister Crowley, con l'intenzione di inserire l'acerrimo nemico di Holmes, il professor Moriarty, in seguito.
Nel marzo 2007, la Warner Bros. stipulò un contratto con Wigram.

### Regia e sceneggiatura
Per la regia fu inizialmente coinvolto Neil Marshall, il quale poi abbandonò il progetto, mentre la prima sceneggiatura fu scritta da Michael Johnson.
Guy Ritchie fu scritturato come regista a metà giugno 2008, iniziando anche a rimaneggiare gli scritti di Tony Peckham il quale, nel frattempo, era stato incaricato di riscrivere la sceneggiatura.

### Cast
Per la parte di Sherlock Holmes, il produttore Joel Silver sentì personalmente Robert Downey Jr. che, durante il primo colloquio, gli sembrò inadatto al ruolo. Dopo alcune audizioni successive, Downey Jr. fu ascoltato da Ritchie, che smentì possibili problemi legati all'età, discordante con quella dell'investigatore, e all'accento americano; il suo ingaggio fu ufficializzato da Ritchie stesso nel luglio 2008.
A settembre iniziò a circolare la voce su Russell Crowe come professor Moriarty,, non confermata né dal diretto interessato, né dagli studi. L'attore Jude Law entrò in trattative per il ruolo di Watson a metà settembre, dopo il rifiuto di Gerard Butler e l'abbandono di Colin Farrell.
A fine mese, si parlò della firma dell'attrice Rachel McAdams.
Durante una conferenza stampa tenutasi in ottobre, furono confermate le presenze di Jude Law, Kelly Reilly, Mark Strong e Rachel McAdams nei ruoli, rispettivamente, del dottor Watson, Mary Watson, Lord Blackwood e Irene Adler.
Sull'apparizione dell'acerrimo nemico di Holmes, il professor Moriarty, così si espresse Mark Strong, che nel film interpreta Lord Blackwood:

### Riprese
Le riprese, iniziate nell'ottobre del 2008, si svolsero principalmente a Londra, Manchester e Liverpool. La sequenza iniziale fu filmata presso la Cattedrale di San Paolo (Londra).

### Incidenti sul set
Nel corso delle riprese a Londra Robert Downey Jr., durante la scena del combattimento con Robert Maillet, ricevette un pugno in viso da quest'ultimo, riportando una ferita che richiese punti di sutura.
Sempre a Londra, le riprese furono interrotte per circa due settimane a causa dell'esplosione di un'autocisterna, fortunatamente senza danni e feriti.

### Effetti speciali
Gli effetti speciali digitali furono realizzati dalla BlueBolt.

## Distribuzione

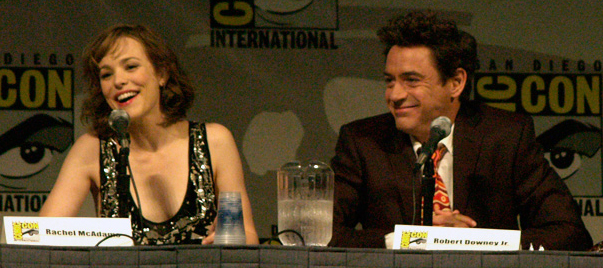
Rachel McAdams e Robert Downey Jr. alla presentazione del film al San Diego Comic-Con International (2009)

L'uscita del film, inizialmente programmata per il 2010, fu successivamente anticipata al 2009, vista la velocità con cui era stata effettuata la pre-produzione e la lavorazione. La pellicola fu distribuita in gran parte del mondo, Stati Uniti e Italia compresi, il 25 dicembre 2009.

## Accoglienza

### Incassi
Il film ha incassato 209.028.679 dollari negli Stati Uniti e 524.028.679 dollari globalmente.

## Riconoscimenti
- 2010 - Premio Oscar
  - Nomination Migliore scenografia a Sarah Greenwood e Katie Spencer
  - Nomination Migliore colonna sonora a Hans Zimmer
- 2010 - Golden Globe
  - Miglior attore in un film commedia o musicale a Robert Downey jr.
- 2010 - Empire Awards
  - Miglior thriller
  - Nomination Miglior attore protagonista a Robert Downey Jr.
- 2010 - MTV Movie Awards
  - Nomination Miglior combattimento a Robert Downey Jr. e Mark Strong
- 2010 - Saturn Award
  - Nomination Miglior film d'azione/di avventura/thriller
  - Nomination Migliore regia a Guy Ritchie
  - Nomination Miglior attore protagonista a Robert Downey Jr.
  - Nomination Miglior attore non protagonista a Jude Law
  - Nomination Miglior attrice non protagonista a Rachel McAdams
  - Nomination Migliore colonna sonora a Hans Zimmer
  - Nomination Migliori costumi a Jenny Beavan
  - Nomination Miglior scenografia a Sarah Greenwood
- 2010 - Teen Choice Awards
  - Miglior film d'azione/avventura
  - Miglior attrice di film d'azione/avventura a Rachel McAdams
  - Nomination Miglior attore di film d'azione/avventura a Robert Downey Jr.
- 2009 - Critics' Choice Movie Award
  - Nomination Miglior colonna sonora a Hans Zimmer
- 2011 - Grammy Award
  - Nomination Miglior colonna sonora a Hans Zimmer
- 2009 - Visual Effects Society
  - Migliori effetti visivi a Daniel Barrow, Jonathan Fawkner, Chas Jarrett e David Vickery
  - Nomination Miglior scena rumorosa (Esplosione del ponte) a Jan Adamczyk, Alex Cumming, Sam Osborne e Kate Windibank
- 2010 - Artios Award
  - Nomination Miglior casting per un film drammatico a Reg Poerscout-Edgerton
- 2010 - Evening Standard British Film Awards
  - Nomination Miglior montaggio a James Herbert
- 2010 - Irish Film and Television Award
  - Miglior attore internazionale a Robert Downey Jr.
- 2010 - Golden Reel Award
  - Nomination Miglior montaggio
- 2010 - Art Directors Guild
  - Miglior scenografia
- 2010 - Costume Designers Guild Awards
  - Nomination Migliori costumi a Jenny Beavan
- 2010 - World Soundtrack Awards
  - Nomination Colonna sonora originale dell'anno a Hans Zimmer
  - Nomination Compositore dell'anno a Hans Zimmer

## Colonna sonora
La colonna sonora è stata curata da Hans Zimmer
1. Discombobulate - 2:25
2. Is It Poison, Nanny? - 2:53
3. I Never Woke Up In Handcuffs Before - 1:44
4. My Mind Rebels At Stagnation - 4:31
5. Data, Data, Data - 2:15
6. He's Killed The Dog Again - 3:15
7. Marital Sabotage - 3:44
8. Not In Blood, But In Bond - 2:13
9. Ah, Putrefaction - 1:50
10. Panic, Shear Bloody Panic - 2:08
11. Psychological Recovery... 6 Months - 18:18
12. Catatonic - 6:44

## Sequel
Nel dicembre 2011 è uscito nelle sale il sequel Sherlock Holmes - Gioco di ombre, sempre diretto da Guy Ritchie e interpretato da Robert Downey Jr., Jude Law e Rachel McAdams, con Jared Harris nel ruolo del professor Moriarty.